# Life Model Decoy
Life Model Decoy (conocido por la abreviatura LMD (en español, Modelo Señuelo de Vida)) es un androide ficticio que aparece en los cómics estadounidenses por Marvel Comics. Los LMD duplican todos los aspectos externos de una persona viva y real, con tanta autenticidad que puede suplantar fácilmente a una persona específica sin detección casual. Los LMD aparecieron por primera vez en "The Man For the Job!", una historia corta del escritor Stan Lee y el artista Jack Kirby que publicó el libro de antología Strange Tales # 135 (agosto de 1965) en el que la agencia de espías, S.H.I.E.L.D. creó los LMD del agente Nick Fury para utilizar como señuelos para un ataque de la organización terrorista, Hydra. 
Los LMD se han utilizado en numerosas historias de Marvel Comics en el medio siglo desde su primera aparición, y también se han adaptado a otros medios de comunicación basados en Marvel, incluyendo películas, series de televisión, animación y videojuegos.

## Historia publicada
LMD apareció por primera vez en The Man For the Job!, una historia corta creada por el escritor Stan Lee y el artista Jack Kirby que corría el libro de antología Strange Tales # 135 (agosto de 1965) en el que la agencia, S.H.I.E.L.D. ha creado los LMD por el agente Nick Fury a utilizar como señuelos para un ataque por la organización terrorista Hydra.
Life Model Decoy (LMD) es un robot de S.H.I.E.L.D., diseñado a duplicar a todo exterior en los aspectos de una persona viva. El propietario puede ver a través, hablar a través de, y controlar todo lo que el LMD hace. El LMD de Nick Fury son probablemente los más comunes en el Universo Marvel.
Está diseñado para funcionar como un exacto doble de cuerpo para los VIPs. Su diseño es imitar la apariencia externa del sujeto (es decir, las huellas dactilares, cabellos, todos los detalles de la piel), habla patrones, aroma, iris y patrones de retina, el lenguaje corporal, patrones de pensamiento (para engañar a los telépatas) y cualquier otra biológica de indicadores. Aparte de cualquier procedimiento invasivo y la vulnerabilidad al fuerte pulso electromagnético, son indistinguibles del original.

## Poderes y habilidades
Como un androide, el LMD posee todos los atributos superhumanos diferentes:
- Fuerza superhumana - Un LMD es super-fuerte y posee una fuerza más allá del límite humano.
- Velocidad superhumana - Un LMD puede correr y moverse a velocidades que están fuera de los límites físicos humanos.
- Durabilidad superhumana - La construcción de un LMD, hace muy duradera.
- Resistencia superhumana - Un LMD puede ejercerse más allá del límite de un ser humano normal.
- Agilidad superhumana - Una de agilidad, equilibrio y coordinación LMD que se han mejorado a niveles que están más allá de los límites físicos naturales del ser humano.
- Reparación rápida - Nanites de trabajo dentro del LMD que permite la autorreparación similar a un factor de curación mejorado.

## Ejemplos conocidos
Un número de LMDs con designaciones numéricas simples han aparecido en historias. Éstas incluyen:
- 281 - Aparece en el 2011, historia en línea, Fear Itself.[2]
- 361 - Aparece en el 2011, historia de Hulk, Scorched Earth.[3]
- 391 - Aparece en la historia 2011, Fear Itself.[4]
- 399 - Aparece en la historia 2011, Fear Itself.[2]
- 442 - Aparece en el 2011, historia de Hulk, Scorched Earth.[3]
- 737 - Aparece en el 2011, historia de Hulk, Scorched Earth.[3]

Un número de LMDs también se han representado hacerse pasar por caracteres específicos. Éstas incluyen:
- Ámbar D'Alexis - El LMD de la madre de Mikel Fury (también conocido como Escorpio) aparece en el 1994, la novela gráfica original de Wolverine and Nick Fury: Scorpio Rising.[5]
- Annie - Esta mujer LMD es creada y programada por Bruce Banner en Hulk 2011, para ayudar a Hulk Rojo entre las misiones.[6][7]
- Ant-Man III - En el 2010, Secret Avengers, un villano llamado Padre sustituye a Eric O'Grady como el tercer Ant-Man, con un LMD después de la muerte de O'Grady.[8][9]
- Viuda Negra - Una LMD de la exagente rusa que aparece en el 2011 Fear Itself.[10]
- Bucky- Un LMD del ex compañero del Capitán América, aparece en la trama 2011 Fear Itself.[11]
- Capitán América - Un LMD del Capitán América original, Steve Rogers, aparece en una historia de 1968, Capitán América.[12][13][14]
- Sharon Carter - Un LMD aliada del Capitán América, Sharon Carter, aparece en una historia de 1969, Capitán América.[15]
- Chuck - El LMD que funciona como el controlador de Hulk Rojo y Annie es destruido por Black Fog en el 2011, historia de Hulk.[16]
- Deadpool - En el 2009, la historia de Hulk, "Código Rojo", el mercenario Deadpool es atacado por una serie de LMD que se hacen parecerse a él.[17]
- Dum Dum Dugan - El argumento del 2014, "Original Sin", revela que subordinan a S.H.I.E.L.D. desde hace mucho tiempo de que Nick Fury se revela de haber sido asesinado en 1966 a partir de algunas armas de fuego y se sustituye por Fury con un LMD que operó durante muchos años sin levantar sospechas a nadie, y el cree ser el verdadero Dugan.[9][18] El LMD Dugan aparece en una trama de 2015 en Comandos Aulladores de S.H.I.E.L.D.[19] y New Avengers donde finalmente se reveló que el verdadero Dugan todavía estaba vivo, preservado a través de animación suspendida, y que su mente había sido radiante fuera para controlar los cuerpos LMD.[20]
- Nick Fury- Emplea numerosos LMD de sí mismo a lo largo de su carrera.[21] Una de ellas es una versión mejorada que es robado por Escorpio en una trama de 1977.[22] Más tarde se lleva a nombre de Max Fury cuando fue reclutado por el Consejo de la Sombra.[23]
- Maria Hill - Ha utilizado unas LMD de sí misma como situaciones tácticas o peligrosas que representan un peligro para su vida.[9] Durante la historia de 2008 Secret Invasion, Hill usa su LMD, que se utiliza con el fin de escapar de un grupo de alienígenas cambiaformas conocidos como Skrulls.[24][25]
- Matriz Maestra: Un LMD súper inteligente creado por Richard y Mary Parker para controlar los otros LMD. Cuando intentó reemplazar a todos los humanos con LMD, es detenido por Spider-Man y Deadpool y se convenció de convertirse en un superhéroe.[26]
- Iron Man - Tony Stark ha utilizado unos LMD de sí mismo como situaciones tácticas o peligrosas que representan un peligro para su vida.[9] En 1969 una historia de Iron Man # 11-12, el archienemigo de Tony Stark, El Mandarín, descubre que él es Iron Man. Tony Stark tiene un LMD de sí mismo construido para engañar al Mandarín en la creencia de que Iron Man es en realidad otra persona. Stark asegura posteriormente el LMD en una bóveda. A través de un medio desconocido, gana la capacidad de sentir, y trata de sustituir al verdadero Tony Stark.[1] Stark LMD reaparecería en las siguientes historias con Iron Man.[27][28][29]
- Joanie - En una historia de 2013 en Avengers A.I, un LMD es creado por el fabricante de armas terroristas, A.I.M., para infiltrarse en la cultura juvenil en la década de 1970. Más tarde se convierte en un aliado de Dimitrios.[30]
- Nightshade - Un LMD de este personaje aparece en una historia de 2012 en Villanos de alquiler.[31]
- Thunderbolt Ross - En una historia de 2009 en The Incredible Hulk, un LMD del General Ross, se pone de manifiesto y que se ha creado para encubrir su transformación en Hulk Rojo.[9][32]
- Valentina Rychenko - Una LMD de Valentina Rychenko aparece en la trama de 2001, "Rage" en Fuerza-X.[33]
- Glenn Talbot - Durante el 2010, World War Hulk, un LMD de Glenn Talbot se revela haber sido programado para creer que es el verdadero Glenn Talbot arrancado de la muerte. Se destruye cuando las lágrimas de Hulk Rojo salen de su cabeza y de su cuerpo.[34]
- Thor - Un LMD del Dios del Trueno asgardiano aparece en el 1976, Avengers.[35]

## Otras versiones
En la línea de tiempo alternativa de la historia "Heroes Reborn", el Capitán América fue lavado su cerebro en la creencia de que él es un ser vivo civil en los suburbios. Como parte de esta farsa, su esposa y su hijo son LMD asignados para protegerlo. Nick Fury también utilizó un LMD Capitán América durante las misiones secretas.
Los protagonistas androides de la miniserie 2005 Livewires, fueron construidos usando la tecnología LMD y la tecnología Mannite. El principal antagonista de la serie se revela en ser deshonestos LMD de Nick Fury también.

## En otros medios

### Película
- Los LMD aparecen en el 1998, hecha para la televisión de la película, Nick Fury: Agent of S.H.I.E.L.D.. El personaje principal usa el suyo, creado por Gabriel Jones, para engañar a Madame Hydra haciéndole creer que murió por el virus de la cabeza de la muerte de Arnim Zola.
- Los Life Model Decoys se mencionan por primera vez en Marvel Cinematic Universe, en la película de 2012, Los Vengadores, cuando trata de evitar una llamada telefónica de S.H.I.E.L.D., el Agente Phil Coulson por broma pretendiendo ser el LMD de Stark y pidiendo a Coulson para dejar un mensaje de voz.[36]

### Televisión
- Los LMD aparecen en The Avengers: Earth's Mightiest Heroes. En el episodio "La Fuga, Pt. 2", un LMD de Nick Fury es destruido por Graviton mientras está tomando el lugar del verdadero Nick Fury. En el episodio "Invasión Secreta", una LMD de Maria Hill fue destruida por los Skrulls que se encontraba en el lugar de la verdadera Maria Hill (una escena tomada directamente de la historia del cómic del mismo nombre).
- Los LMDs salen en la segunda temporada de Iron Man: Armored Adventures. En el episodio "Extremis", un LMD de Nick Fury se utiliza para hacer frente al exagente de S.H.I.E.L.D., Mallen y terminó destruido.
- Los LMDs aparecen en las distintas series de televisión animada transmitida por Disney XD. Estas versiones tienen la capacidad de proyectar holográficamente la apariencia exacta de una persona y exhiben una fuerza excepcional.
  - Varios LMD aparecen en la segunda temporada de Ultimate Spider-Man, en el episodio "El Hombre Lobo", que se utilizan para entrenar a Spider-Man y el equipo de S.H.I.E.L.D. y son capaces de duplicar aproximadamente los poderes de todos a los que se hacen pasar. En el episodio "El Juego Acabó", varios LMD son corrompidos por Arcade con habilidades mutantes de tecnó-pata. En la tercera temporada, se usó también en "Los Nuevos Guerreros" para entrenar a los Nuevos Guerreros y Amadeus Cho los usa también para enfrentar al Doctor Octopus, Escorpión y Escarabajo, y en "Concurso de Campeones, Parte 3", Spider-Man tiene tres LMD posados como Spider-Man, Araña de Hierro y Agente Venom para ayudar a Thor y distraer al Gran Maestro.
  - Múltiples LMD aparecen en la segunda temporada de Avengers Assemble. En el episodio "Los Vengadores Desunidos", varios LMD que forman un equipo de S.H.I.E.L.D. acompañan a Steve Rogers para ayudar a los Vengadores a luchar contra Ultron, que habita en un cuerpo Super-Adaptoide. Controlados por Ultron, estos LMD luchan contra los Vengadores. En el episodio "La Epidemia de Ultron", uno permanece y ayuda a propagar un nano virus.
- Los LMD aparecen en la serie de televisión del Universo cinematográfico de Marvel Agents of S.H.I.E.L.D.. En esta serie, los LMD se inspiraron en los hermanos Koenig, aunque el proyecto permaneció inactivo hasta que el científico e inventor Holden Radcliffe lo revivió después de convertir a su asistente de inteligencia artificial AIDA en un LMD, que pasó a crear más. Los LMD también sirven como antagonistas centrales durante el segundo arco de la cuarta temporada.[36][37][38] La séptima temporada presenta un Phil Coulson LMD que se mejoró con la tecnología Chronicom.[39]

### Videojuegos
- En el juego de video 2007, Spider-Man: Amigo o Enemigo, el equipo del Helicarrier, le dice a Spider-Man durante la conferencia de El Cairo, Egipto, que había mentido al afirmar que el verdadero Nick Fury fue un LMD.
- Los LMDs de Nick Fury aparecen en el juego 2009, Marvel: Ultimate Alliance 2.
- En el 2014, el juego de Disney Infinity 2.0, Nick Fury crea un LMD de sí mismo por su habilidad especial.
- Los LMD aparecen en Marvel: Contest of Champions, como parte de la habilidad característica de Nick Fury.